# Waukee
Waukee est une ville américaine située dans le comté de Dallas, dans l’État de l’Iowa. Elle comptait 13 790 habitants lors du recensement de 2010.

## Démographie
| Groupe                           | Waukee | Iowa | États-Unis |
| -------------------------------- | ------ | ---- | ---------- |
| Blancs                           | 93,9   | 91,3 | 72,4       |
| Asiatiques                       | 2,6    | 1,7  | 4,8        |
| Afro-Américains                  | 1,3    | 2,9  | 12,6       |
| Métis                            | 1,1    | 1,8  | 2,9        |
| Autres                           | 0,9    | 1,8  | 6,2        |
| Amérindiens                      | 0,2    | 0,4  | 0,9        |
| Océaniens                        | 0,1    | 0,1  | 0,2        |
| Total                            | 100    | 100  | 100        |
|                                  |        |      |            |
| Hispaniques et Latino-Américains | 3,0    | 5,0  | 16,7       |

Selon l'American Community Survey, pour la période 2011-2015, 93,27 % de la population âgée de plus de 5 ans déclare parler anglais à la maison, alors que 1,90 % déclare parler l'arabe, 1,88 % l'espagnol, 0,74 % le vietnamien, 0,63 % le serbo-croate, 0,39 % le russe, 0,22 % le perse, et 0,97 % une autre langue.

## Personnalités liées à la ville
Le musicien de rock Joey Jordison a grandi à Waukee.